# 마시모 브리아스키
마시모 브리아스키(이탈리아어: Massimo Briaschi, 1958년 5월 12일, 베네토 주 루고 디 비첸차 ~)는 이탈리아의 전직 축구 선수이자 국제 축구 연맹 스포츠 요원이다. 현역 시절 그는 공격수로 활약했다. 근면하며, 다재다능한 선수였던 브리아스키는 스트라이커나 측면 공격수로 모두 능히 활약했다. 그는 유벤투스에서 활약하며 몇 차례 우승을 거두었다. 그의 동생 알베르토도 축구 선수로 활동했다.

## 클럽 경력
브리아스키는 1975-76 시즌에 비첸차에서 프로 선수로서 입문했고, 이 곳에서 2년 동안 4경기에 출전했다. 그는 "비첸차 전성기"의 주축 선수였는데, 1976-77 시즌에 세리에 B를 우승했고, 1977-78 시즌에는 세리에 A 준우승을 거두었는데, 이 당시 그는 파올로 로시와 한배를 탔었다. 이듬해, 그는 더 많은 기회를 잡아 UEFA컵 무대를 처음으로 밟았다. 1979-80 시즌에 칼리아리 소속으로 큰 성과를 거두지 못한 그는 1년 동안 비첸차로 복귀해 세리에 B에서 11골을 기록했지만, 구단의 강등을 막기 역부족이었다. 1981년, 그는 세리에 A의 제노아로 이적해 3년을 몸담으며 29골을 기록했는데, 1년차에는 8골을, 1983-84 시즌에는 12골을 기록했다.
브리아스키는 1984-85 시즌에 유벤투스에 입성하며 비첸차 시절 동료였던 로시와 재회해 전방 2인조로 배치되어 플레이메이커 미셸 플라티니의 지원을 받았다. 브리아스키는 1년차에 12골을 기록하며 1984년 유러피언 슈퍼컵과 1985년 유러피언컵을 우승했는데, 이 대회에서 그라스호퍼, 스파르타 프라하, 그리고 보르도를 상대로 득점에 성공했으나, 준결승전에서 부상을 당하기도 했다. 이듬해, 그는 비록 1985-86 시즌 세리에 A와 1985년 인터콘티넨털컵을 우승하였으나 입지가 줄었다. 그의 출전 기회는 토리노 연고 구단 3년차에 더더욱 줄어들었고, 결국 1987년에 제노아로 복귀했다.
세리에 B에서 2년을 보낸 후인 1989년 12월, 그는 세리에 C1의 프라토로 이적하여 1990년에 이탈리아 현역 활동을 정리했다. 그는 캐나다 사커 리그의 노스 요크 로켓츠에서 1990년 시즌을 보냈다.

## 국가대표팀 경력
비록 그는 이탈리아의 성인 국가대표팀 경기에 출전한 적이 없지만, U-21 국가대표팀 일원으로 1978년과 1979년 사이 4번의 경기에 출전했다. 그는 1984년 하계 올림픽에 이탈리아 선수단 일원으로 참가했는데, 이탈리아는 이 대회를 준결승전까지 올라가 대회를 4위로 마감했다.

## 수상
비첸차
- 세리에 B: 1976–77
- 코파 이탈리아 세리에 C: 1981–82

유벤투스
- 세리에 A: 1985–86
- 유러피언 슈퍼컵: 1984
- 유러피언컵: 1984–85
- 인터콘티넨털컵: 1985